# Trachysomus gibbosus
Trachysomus gibbosus là một loài bọ cánh cứng trong họ Cerambycidae.